# 2076年1月6日日食
2076年1月6日日食为一次在协调世界时2076年1月6日出現的一次日全食。該次日食食分為1.0342，食甚維持時間1分49秒。

## 概述
這次日食的食分是1.0342，全食維持1分49秒。

## 基本參數
- 類型：日全食
- 食最大地點資料：
  - 日期：2076年1月6日
  - 時間：10時7分27秒
  - 地點：87S 174W
  - 食分：1.0342
  - 日全食持續時間：1分49秒

## 外部連結
- NASA未來日食資料（页面存档备份，存于）
- 可見區域圖和時間統計：由弗雷德·埃斯佩纳克做出的日食預報，NASA/GSFC
  - Google互動地圖呈現的日食範圍
  - 貝塞爾元素